# 요시노부촌
요시노부촌(吉野生村)은 에히메현 기타우와군에 설치되었던 촌이다. 현재의 마쓰노정에 해당한다.